# Calendyma chiliensis
Calendyma chiliensis là một loài bọ cánh cứng trong họ Cleridae. Loài này được miêu tả khoa học đầu tiên năm 1840 bởi Laporte de Castelnau.